# E881 (trasa europejska)
E881 – trasa europejska biegnąca przez Turcję. Zaliczana do tras kategorii B droga łączy Izmit z Çeşme.

## Przebieg trasy
- Izmit E80
- Merkez
- Bursa E90
- Karasabey E90
- Balıkesir
- Manisa
- Izmir E87 E96
- Çeşme